# Owen Woodhouse

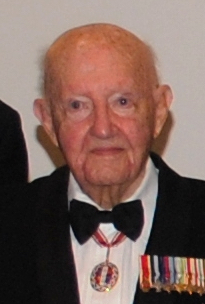
Sir Owen Woodhouse, 2011

Sir Arthur Owen Woodhouse ONZ KBE DSC (* 18. Juli 1916 in Napier, Neuseeland; † 15. April 2014 in Auckland) war ein neuseeländischer Offizier und Jurist, der während des Zweiten Weltkrieges Kommandant von Motortorpedobooten (MTB) der Royal Navy sowie später Präsident des Court of Appeal war. Als Vorsitzender einer Königlichen Kommission für Unfallausgleiche (Royal Commission on Accident Compensation) von 1966 bis 1967 schuf er darüber hinaus ein noch heute gültiges und international als wichtige Innovation betrachtetes verursacherunabhängiges Unfallausgleichsverfahren (Accident Compensation).

## Leben

### Studium und Kommandant von Motortorpedobooten im Zweiten Weltkrieg
Woodhouse absolvierte nach dem Besuch der Napier Boys’ High School in Napier ein Studium der Rechtswissenschaften an der University of Auckland.
Im August 1944 war Woodhouse Kommandant des Motortorpedoboot MTB 85, das zur im italienischen Ancona stationierten 24. MTB-Flottille gehörte, und war mit der Durchführung von Geheimoperationen vor der Halbinsel Istrien beauftragt. Bei einer ersten Operation versuchte er am 5. September 1944 eine Patrouille des Special Boat Service (SBS) aufzunehmen, die von einer Guerrillaoperation aus Jugoslawien zurückkehren sollte. Nachdem das MTB durch ein neu eingerichtete deutsches Radarstation entdeckt wurde, geriet es unter schweres Artilleriefeuer von Küstenbatterien, dem Woodhouse jedoch durch einen Zickzackkurs entkam. Durch den Einsatz von bengalischem Feuer gelang es ihm, den Feind abzulenken, um seinen Auftrag zur Aufnahme der SBS-Patrouille zu vollenden. Ende September 1944 setzte MTB 85 zusammen MTB 273 erneut über das Adriatische Meer über, um erfolgreich SBS-Einheiten auf Vignole, einer kleinen Insel in der Lagune von Venedig, an Land zu bringen.
Die letzte Mission endete jedoch fast in einem Unglück: In Begleitung mit dem von seinem Freund Leutnant Raymond „Tonk“ Tonkin kommandierten MTB 97 legte sein Boot mit zwei Politikern und einem SBS-Team in Bari Richtung Albanien ab, musste aber wegen schlechten Wetters umkehren. Bei einem zweiten Versuch zwei Tage später erlitt MTB 85 einen Motorschaden, nachdem der Maschinenraum ein Leck bekam. Dadurch kam es zu einem Kurzschluss in der Elektrik, so dass das Boot nur noch vorwärts konnte und auch die Lenzwasserpumpen fielen aus. Nach einem aufkommenden Sturm versuchte Tonkin das Schiff in Schlepp zu nehmen, was aber bei stürmischer See sechs Mal fehlschlug und schließlich ganz aufgegeben wurde. Zusammen mit seiner erschöpften und seekranken Mannschaft und den Passagieren versuchte Woodhouse ohne Erfolg, Öl über Bord zu kippen, um den Wellengang zu beruhigen. Trotz des gefährlichen Seegangs gab er sein Schiff jedoch nicht auf, sondern ließ mit einem Ballen Leinwand ein provisorisches Segel an dem kurzen Schiffsmast fertigen, um weiter zu segeln. Damit gelang es ihm mit einer Geschwindigkeit von ein bis zwei Knoten von der albanischen Küste wegzusegeln. In den folgenden 24 Stunden kam er nur langsam vorwärts, ehe das Motortorpedoboot von der Korvette HMS Saxifrage (K04) gesichtet wurde, das sie nach Brindisi schleppte.
Im Januar 1945 wurde Woodhouse, dem für seine Tapferkeit im Adriatischen Meer 1944 das Distinguished Service Cross (DSC) verliehen wurde, Kommandant des in den USA gebauten MTB 410, das zur neugebildeten 28. MTB-Flottille gehörte. In den letzten Kriegswochen nahm diese Flottille an elf Angriffen auf deutsche Schiffsverbände teil, wobei sie keinerlei Verluste erlitt. Zu den Angriffen gehörte die letzte Beteiligung von Motortorpedobooten im Zweiten Weltkrieg am 12. und 13. April 1945, bei der die Flottille mit fünf ihrer sechs Torpedos traf. Zum Ende des Krieges war er kurzzeitig Vize-Marineattaché an der britischen Botschaft in Belgrad.

### Rechtsanwalt, Richter und Präsident des Court of Appeal
Nach seiner Rückkehr nach Neuseeland begann Woodhouse eine Tätigkeit als Rechtsanwalt in der Anwaltskanzlei Lusk Willis & Sproule in Napier und war zwischen 1946 und 1961 Partner dieser Kanzlei. Daneben war er zwischen 1953 und 1961 als Vertreter der Krone Ankläger in Strafverfahren (Crown Prosecutor) in seiner Geburtsstadt Napier.
1961 wurde er Richter am Supreme Court, dem Obersten Gerichtshof Neuseelands, und wirkte dort bis 1973. Während dieser Zeit war er zwischen 1966 und 1967 Vorsitzender einer Königlichen Kommission für Unfallausgleiche (Royal Commission on Accident Compensation), die in ihrem nach ihm benannten Abschlussbericht (Woodhouse Report) ein noch heute gültiges und international als wichtige Innovation betrachtetes verursacherunabhängiges Unfallausgleichsverfahren einforderte.
1973 erfolgte seine Berufung zum Richter am Court of Appeal, dem Berufungsgericht Neuseelands. 1974 wurde Woodhouse zum Knight Bachelor geschlagen und führte seither den Namenszusatz „Sir“. 1974 wurde er außerdem Privy Counsellor und Mitglied des Judicial Committee of the Privy Council. Zuletzt war er als Nachfolger von Clifford Richmond zwischen 1981 und seiner Ablösung durch Robin Cooke 1986 Präsident des Court of Appeal und bekleidete damit eines der höchsten Richterämter Neuseelands. Gleichzeitig wurde er 1981 Knight Commander des Order of the British Empire (KBE).
Am 6. Februar 2007 wurde Woodhouse, der von 1986 bis 1991 Vorsitzender der Gesetzeskommission (Law Commission) war, Mitglied des Order of New Zealand (ONZ), der höchsten Auszeichnung Neuseelands.